# U.C.C. 2018-2019
Questa voce raccoglie le informazioni riguardanti l'U.C.C., nella sua terza stagione con il nome di Assigeco Piacenza, nelle competizioni ufficiali della stagione 2018-2019.

## Stagione
La stagione 2018-2019 dell'U.C.C. sponsorizzata Assigeco, è la 7ª nella seconda serie italiana, la Serie A2.

## Organigramma societario
Aggiornato al 12 luglio 2018.
- Presidente: Franco Curioni
- Vice Presidente: Luigi Stecconi
- Direttore Sportivo: Andrea Bausano
- Team Manager: Alessandro Pagani[3]
- Responsabile Marketing e Comunicazione: Michele Mondoni
- Coordinatore Generale: Vittorio Boselli
- Consiglieri: Enzo Zimbalatti, Stefano Curioni, Massimiliano Franzoni, Giuseppe Grechi
- Resp. Settore Giovanile: Andrea Pedroni[4]
- Resp. Statistiche Lega: Cesare Callegari, Davide Dosio, Lorenzo Callegari, Eugenio Livraghi

- Allenatore: Gabriele Ceccarelli
- Assistenti: Andrea Locardi
- Preparatore Atletico: Mattia Raimondi[5]
- Medico: Gianluca Concardi[5]
- Ortopedico: Piermario Carollo
- Fisioterapista: Matteo Anelli[5]

## Roster
Aggiornato al 3 maggio 2019.
| Assigeco Piacenza 2018-19 | Assigeco Piacenza 2018-19 |
| Giocatori                 | Staff tecnico             |
| ------------------------- | ------------------------- |

| N. | Naz.                                        | Ruolo | Nome                | Anno | Alt.   | Peso   |  |
| -- | ------------------------------------------- | ----- | ------------------- | ---- | ------ | ------ |  |
| 0  | Senegal (bandiera)                          | AG    | Modou Diouf         | 1999 | 202 cm | 83 kg  |  |
| 2  | Italia (bandiera)                           | P     | Fabio Montanari     | 2001 | 180 cm | 65 kg  |  |
| 3  | Italia (bandiera)                           | P     | Stefano Bossi       | 1994 | 190 cm | 90 kg  |  |
| 6  | Stati Uniti (bandiera) · Nigeria (bandiera) | C     | Andy Ogide          | 1987 | 205 cm | 106 kg |  |
| 7  | Croazia (bandiera)                          | GA    | Stipe Jelic         | 2002 |        |        |  |
| 9  | Italia (bandiera)                           | GA    | Matteo Formenti (C) | 1982 | 194 cm | 90 kg  |  |
| 10 | Italia (bandiera)                           | P     | Michele Antelli     | 1998 | 183 cm | 75 kg  |  |
| 13 | Italia (bandiera)                           | G     | Matteo Graziani     | 2000 | 192 cm |        |  |
| 14 | Italia (bandiera)                           | GA    | Matteo Piccoli      | 1995 | 195 cm | 91 kg  |  |
| 15 | Italia (bandiera) · Nigeria (bandiera)      | AG    | Francesco Ihedioha  | 1986 | 196 cm | 96 kg  |  |
| 21 | Italia (bandiera)                           | AP    | Lorenzo Turini      | 1998 | 193 cm | 77 kg  |  |
| 23 | Stati Uniti (bandiera)                      | G     | Toure' Murry        | 1989 | 196 cm | 91 kg  |  |
| 43 | Italia (bandiera)                           | P     | Gherardo Sabatini   | 1994 | 181 cm | 83 kg  |  |
| 51 | Bulgaria (bandiera) · Italia (bandiera)     | C     | Nikolaj Vangelov    | 1996 | 212 cm | 113 kg |  |

| Allenatore                                                                   |
| - Gabriele Ceccarelli                                                        |
| Assistente/i                                                                 |
| - Andrea Locardi Legenda - (C) Capitano - (IN) Inattivo - Infortunato Roster |

## Mercato

### Sessione estiva
| Acquisti | Acquisti           | Acquisti          | Acquisti   | Acquisti |
| R.       | Nome               | da                | Modalità   |          |
| -------- | ------------------ | ----------------- | ---------- | -------- |
| AG       | Francesco Ihedioha | Jesi Academy      | definitivo |          |
| P        | Michele Antelli    | G.M. OrziBasket   | definitivo |          |
| GA       | Matteo Piccoli     | Jesi Academy      | definitivo |          |
| AP       | Lorenzo Turini     | Basket Cecina     | definitivo |          |
| P        | Stefano Bossi      | Trapani Shark     | definitivo |          |
| C        | Andy Ogide         | Pall. Roseto      | definitivo |          |
| C        | Nikolaj Vangelov   | Cuore Napoli      | definitivo |          |
| G        | Matteo Graziani    | Don Bosco Livorno | definitivo |          |
| G        | Toure' Murry       | Zrinjski Mostar   | definitivo |          |
| P        | Gherardo Sabatini  | Universo Treviso  | definitivo |          |

| Cessioni | Cessioni            | Cessioni            | Cessioni       | Cessioni |
| R.       | Nome                | a                   | Modalità       |          |
| -------- | ------------------- | ------------------- | -------------- | -------- |
| PG       | Carlton Guyton      | Rethymno            | fine contratto |          |
| G        | Davide Reati        | Benedetto XIV Cento | fine contratto |          |
| GA       | Tommaso Oxilia      | Pall. Forlì 2.015   | fine contratto |          |
| P        | Giacomo Sanguinetti | Mens Sana Siena     | fine contratto |          |
| C        | Luca Infante        | Eurobasket Roma     | fine contratto |          |
| AG       | Jonathan Arledge    | Ventspils           | fine contratto |          |

### Dopo l'inizio della stagione
| Cessioni | Cessioni        | Cessioni      | Cessioni        | Cessioni    |
| R.       | Nome            | da            | data            | Modalità    |
| -------- | --------------- | ------------- | --------------- | ----------- |
| G        | Matteo Graziani | Basket Cecina | 8 febbraio 2019 | rescissione |

## Risultati

### Serie A2

#### Regular season

##### Girone di andata
| Arbitri: | Cappello (Porto Empedocle) Salustri (Roma) Nuara (Selvazzano Dentro) |

|                                  |            |                                         |
| Murry 21 Formenti 20 Sabatini 12 | Punti      | 31 Smith 10 Hairston, Gandini 9 Montano |
| Sabatini 8                       | Assist     | 6 Laganà                                |
| Ihedioha 9                       | Rimbalzi   | 9 Hairston                              |
| Gabriele Ceccarelli              | Allenatori | Andrea Mazzon                           |

| Arbitri: | Costa (Livorno) Maschio (Firenze) Perocco (Ponzano Veneto) |

|                                          |            |                               |
| Jones 30 Dillard 16 Baldasso, Mascolo 12 | Punti      | 21 Formenti 19 Ogide 16 Murry |
| Dillard 7                                | Assist     | 4 Formenti                    |
| Rinaldi 10                               | Rimbalzi   | 7 Ogide, Sabatini             |
| Damiano Cagnazzo                         | Allenatori | Gabriele Ceccarelli           |

| Arbitri: | Dori (Mirano) Chersicla (Oggiono) Ferretti (Nereto) |

|                               |            |                                |
| Murry 34 Sabatini 17 Ogide 13 | Punti      | 17 Simioni 15 Raymond 14 Fultz |
| Formenti 7                    | Assist     | 5 Fultz                        |
| Ogide 8                       | Rimbalzi   | 7 Raymond                      |
| Gabriele Ceccarelli           | Allenatori | Emanuele Di Paolantonio        |

| Arbitri: | Yang Yao (Vigasio) Solfanelli (Livorno) Del Greco (Verona) |

|                               |            |                                            |
| Warren 22 Morse 20 Maspero 12 | Punti      | 17 Sabatini 14 Murry, Formenti 10 Ihedioha |
| Maspero 6                     | Assist     | 2 Ihedioha, Murry, Sabatini                |
| Warren 10                     | Rimbalzi   | 5 Ihedioha, Formenti                       |
| Alberto Seravalli             | Allenatori | Gabriele Ceccarelli                        |

| Arbitri: | Longobucco (Ciampino) Wassermann (Trieste) Marziali (Fermo) |

|                                           |            |                                            |
| Ferguson, Severini 19 Candussi 12 Udom 11 | Punti      | 17 Ihedioha, Formenti 15 Ogide 14 Sabatini |
| Ferguson, Amato, Severini, Henderson 3    | Assist     | 6 Murry                                    |
| Udom 7                                    | Rimbalzi   | 5 Ihedioha, Murry, Sabatini                |
| Luca Dalmonte                             | Allenatori | Gabriele Ceccarelli                        |

| Arbitri: | Beneduce (Caserta) Buttinelli (Cerveteri) Almerigogna (Trieste) |

|                                                |            |                                    |
| Ogide 20 Murry, Sabatini 11 Turini, Formenti 8 | Punti      | 14 Pinton 12 Simpson 10 Mortellaro |
| Sabatini 6                                     | Assist     | 4 Simpson, Cortese                 |
| Ogide 7                                        | Rimbalzi   | 11 Mortellaro                      |
| Gabriele Ceccarelli                            | Allenatori | Demis Cavina                       |

| Arbitri: | Maschio (Firenze) Marota (San Benedetto del Tronto) Pellicani (Ronchi dei Legionari) |

|                                         |            |                                        |
| Ogide 18 Sabatini 15 Murry, Formenti 12 | Punti      | 23 Rosselli 17 Cinciarini 12 Hasbrouck |
| Sabatini 8                              | Assist     | 4 Leunen, Rosselli                     |
| Murry 7                                 | Rimbalzi   | 5 Fantinelli                           |
| Gabriele Ceccarelli                     | Allenatori | Antimo Martino                         |

| Arbitri: | Moretti (Marsciano) Rudellat (Nuoro) Puccini (Genova) |

|                                 |            |                                         |
| White 20 Chiumenti 15 Moreno 13 | Punti      | 21 Ogide 18 Murry 17 Formenti, Sabatini |
| Moreno, Gasparin, Chiumenti 3   | Assist     | 6 Sabatini                              |
| Moreno 9                        | Rimbalzi   | 14 Ogide                                |
| Giovanni Benedetto              | Allenatori | Gabriele Ceccarelli                     |

| Arbitri: | Ciaglia (Caserta) Triffiletti (Messina) Capozziello (Brindisi) |

|                                 |            |                               |
| Ogide 22 Piccoli 20 Sabatini 15 | Punti      | 19 Johnson 16 Miles 6 Matrone |
| Formenti 5                      | Assist     | 5 Miles                       |
| Ogide 11                        | Rimbalzi   | 13 Johnson                    |
| Gabriele Ceccarelli             | Allenatori | Alessandro Iacozza            |

| Arbitri: | Cappello (Porto Empedocle) Gagno (Spresiano) Bartolomeo (Cellino San Marco) |

|                                |            |                               |
| Johnson 21 Marini 17 Oxilia 15 | Punti      | 20 Murry 17 Formenti 15 Ogide |
| Marini 5                       | Assist     | 6 Sabatini                    |
| De Laurentiis 8                | Rimbalzi   | 9 Sabatini                    |
| Giorgio Valli                  | Allenatori | Gabriele Ceccarelli           |

| Arbitri: | Ursi (Livorno) Saraceni (Zola Predosa) Martellosio (Buccinasco) |

|                                  |            |                                       |
| Formenti 19 Sabatini 16 Ogide 14 | Punti      | 25 Person Jr. 19 Sherrod 12 Rodríguez |
| Sabatini 5                       | Assist     | 5 Sherrod                             |
| Ogide, Sabatini 8                | Rimbalzi   | 11 Sherrod                            |
| Gabriele Ceccarelli              | Allenatori | Germano D'Arcangeli                   |

| Arbitri: | Tallon (Bologna) Maschio (Firenze) Meneghini (Verona) |

|                                                       |            |                               |
| Mastellari, Corbett 15 Simmons 12 Amoroso, Palermo 11 | Punti      | 24 Ogide 18 Murry 10 Sabatini |
| Simmons, Amoroso 5                                    | Assist     | 3 Murry, Sabatini             |
| Amoroso 10                                            | Rimbalzi   | 11 Ogide                      |
| Cesare Pancotto                                       | Allenatori | Gabriele Ceccarelli           |

| Arbitri: | Rudellat (Nuoro) Longobucco (Ciampino) Valzani (Corbetta) |

|                                  |            |                             |
| Murry 23 Sabatini 19 Formenti 15 | Punti      | 31 Swann 19 Hall 16 Fantoni |
| Sabatini 5                       | Assist     | 6 Swann                     |
| Ogide 11                         | Rimbalzi   | 10 Hall                     |
| Gabriele Ceccarelli              | Allenatori | Andrea Bonacina             |

| Arbitri: | Noce (Latina) Valleriani (Ferentino) Azami (Bologna) |

|                                                      |            |                                  |
| Antonutti, Tessitori 20 Wayns, Burnett 11 Lombardi 7 | Punti      | 20 Ogide 19 Sabatini 15 Formenti |
| Imbrò 9                                              | Assist     | 10 Sabatini                      |
| Tessitori 6                                          | Rimbalzi   | 10 Ogide                         |
| Massimiliano Menetti                                 | Allenatori | Gabriele Ceccarelli              |

| Arbitri: | Gagliardi (Anagni) Capurro (Reggio Calabria) Calella (Bologna) |

|                               |            |                                                |
| Formenti 25 Ogide 16 Murry 11 | Punti      | 17 Crosariol 14 Castelli, Pastore 12 Pederzini |
| Sabatini 8                    | Assist     | 6 Crosariol                                    |
| Ogide 7                       | Rimbalzi   | 7 Green                                        |
| Gabriele Ceccarelli           | Allenatori | Gennaro Di Carlo                               |

##### Girone di ritorno
| Arbitri: | Beneduce (Caserta) Raimondo (Scicli) Tarascio (Priolo Gargallo) |

|                                |            |                               |
| Smith 28 Laganà 14 Cardillo 11 | Punti      | 27 Murry 16 Ogide 12 Formenti |
| Laganà, Masciadri 3            | Assist     | 5 Sabatini                    |
| Laganà, Hairston 8             | Rimbalzi   | 15 Ogide                      |
| Andrea Mazzon                  | Allenatori | Gabriele Ceccarelli           |

| Arbitri: | Scrima (Catanzaro) Maffei (Preganziol) Solfanelli (Livorno) |

|                              |            |                                |
| Ogide 20 Murry 19 Piccoli 17 | Punti      | 20 Jones 12 Rinaldi 10 Dillard |
| Murry 6                      | Assist     | 4 Dillard, Mascolo             |
| Ogide 11                     | Rimbalzi   | 9 Totè                         |
| Gabriele Ceccarelli          | Allenatori | Damiano Cagnazzo               |

| Arbitri: | Noce (Latina) Nuara (Selvazzano Dentro) Patti (Montesilvano) |

|                               |            |                                       |
| Bowers 26 Raymond 20 Fultz 13 | Punti      | 19 Murry 17 Ogide 9 Antelli, Sabatini |
| Fultz 5                       | Assist     | 5 Sabatini                            |
| Raymond 10                    | Rimbalzi   | 7 Ogide                               |
| Emanuele Di Paolantonio       | Allenatori | Gabriele Ceccarelli                   |

| Arbitri: | Dori (Mirano) Saraceni (Zola Predosa) Gonella (Genova) |

|                                         |            |                                     |
| Ogide 15 Sabatini 13 Murry, Ihedioha 11 | Punti      | 17 Visconti 15 Raspino 13 Ghersetti |
| Formenti, Sabatini 3                    | Assist     | 4 Maspero                           |
| Ogide 10                                | Rimbalzi   | 6 Ghersetti, Visconti               |
| Gabriele Ceccarelli                     | Allenatori | Alessandro Finelli                  |

| Arbitri: | Bartoli (Trieste) D'Amato (Roma) Valleriani (Ferentino) |

|                                            |            |                                 |
| Ihedioha 21 Murry 15 Formenti, Sabatini 13 | Punti      | 20 Poletti 15 Candussi 10 Amato |
| Sabatini 6                                 | Assist     | 5 Ferguson                      |
| Ogide, Murry 8                             | Rimbalzi   | 5 Ferguson                      |
| Gabriele Ceccarelli                        | Allenatori | Luca Dalmonte                   |

| Arbitri: | Pierantozzi (Ascoli Piceno) Longobucco (Ciampino) Calella (Bologna) |

|                                             |            |                              |
| Nikolic 23 Cortese 10 Mortellaro, Simpson 9 | Punti      | 28 Ogide 18 Murry 8 Vangelov |
| Nikolic, Cortese, Penna, Spanghero 4        | Assist     | 4 Murry, Sabatini            |
| Cortese 11                                  | Rimbalzi   | 8 Ogide                      |
| Alberto Martelossi                          | Allenatori | Gabriele Ceccarelli          |

| Arbitri: | Salustri (Roma) Pecorella (Trani) Marziali (Fermo) |

|                                            |            |                                       |
| Hasbrouck 21 Leunen, Cinciarini 15 Pini 14 | Punti      | 30 Murry 14 Ogide, Formenti 7 Piccoli |
| Rosselli 7                                 | Assist     | 3 Formenti, Sabatini                  |
| Leunen 11                                  | Rimbalzi   | 5 Piccoli                             |
| Antimo Martino                             | Allenatori | Gabriele Ceccarelli                   |

| Arbitri: | Ciaglia (Caserta) Marota (San Benedetto del Tronto) Giovannetti (Rivoli) |

|                                 |            |                                   |
| Sabatini 21 Ogide 12 Ihedioha 8 | Punti      | 18 Benfatto 13 Taylor 12 Gasparin |
| Sabatini 7                      | Assist     | 3 Chiumenti                       |
| Ogide 10                        | Rimbalzi   | 6 Benfatto                        |
| Gabriele Ceccarelli             | Allenatori | Luca Bechi                        |

| Arbitri: | Dori (Mirano) Ferretti (Nereto) Barbiero (Milano) |

|                                  |            |                                 |
| Miles 26 Bucarelli 15 Johnson 12 | Punti      | 17 Piccoli 14 Sabatini 13 Murry |
| Bucarelli 4                      | Assist     | 4 Murry                         |
| Johnson 10                       | Rimbalzi   | 8 Sabatini                      |
| Alessandro Iacozza               | Allenatori | Gabriele Ceccarelli             |

| Arbitri: | Di Toro (Perugia) Scrima (Catanzaro) Perocco (Ponzano Veneto) |

|                                  |            |                                           |
| Formenti 25 Sabatini 19 Ogide 18 | Punti      | 17 Marini, Lawson 11 Giachetti 10 Johnson |
| Sabatini 5                       | Assist     | 4 Johnson, Marini                         |
| Ogide 10                         | Rimbalzi   | 5 De Laurentiis                           |
| Gabriele Ceccarelli              | Allenatori | Giorgio Valli                             |

| Arbitri: | Caforio (Brindisi) Pecorella (Trani) Morassutti (Sassari) |

|                                              |            |                               |
| Sherrod 21 Rodríguez 16 Akele, Person jr. 14 | Punti      | 17 Ogide 16 Sabatini 14 Murry |
| Sherrod 4                                    | Assist     | 3 Murry, Sabatini             |
| Sherrod 11                                   | Rimbalzi   | 5 Murry, Sabatini             |
| Germano D'Arcangeli                          | Allenatori | Gabriele Ceccarelli           |

| Arbitri: | Yang Yao (Verona) D'Amato (Roma) Buttinelli (Cerveteri) |

|                               |            |                                 |
| Ogide 20 Murry 19 Formenti 11 | Punti      | 33 Corbett 22 Amoroso 9 Palermo |
| Bossi 4                       | Assist     | 6 Palermo                       |
| Ogide 7                       | Rimbalzi   | 8 Corbett                       |
| Gabriele Ceccarelli           | Allenatori | Cesare Pancotto                 |

| Arbitri: | Bartoli (Trieste) Wassermann (Tieste) Almerigogna (Trieste) |

|                                       |            |                               |
| Swann 23 Ganeto 16 Campbell, Panni 14 | Punti      | 20 Murry 13 Formenti 12 Ogide |
| Swann, Panni 6                        | Assist     | 3 Murry, Ihedioha             |
| Molinaro 10                           | Rimbalzi   | 10 Ogide                      |
| Spiro Leka                            | Allenatori | Gabriele Ceccarelli           |

| Arbitri: | Dionisi (Fabriano) Triffiletti (Messina) De Biase (Udine) |

|                              |            |                                 |
| Murry 19 Ogide 10 Vangelov 8 | Punti      | 20 Logan 14 Tessitori 10 Chillo |
| Formenti 4                   | Assist     | 6 Uglietti                      |
| Sabatini 8                   | Rimbalzi   | 6 Uglietti                      |
| Gabriele Ceccarelli          | Allenatori | Massimiliano Menetti            |

| Arbitri: | Cappello (Porto Empedocle) Boscolo Nale (Chioggia) Foti (Vittuone) |

|                                  |            |                               |
| Appling 24 Perego 14 Castelli 13 | Punti      | 30 Ogide 16 Formenti 12 Murry |
| Green 7                          | Assist     | 5 Sabatini                    |
| Appling 6                        | Rimbalzi   | 12 Ogide                      |
| Gennaro Di Carlo                 | Allenatori | Gabriele Ceccarelli           |

## Statistiche
Aggiornate al 3 maggio 2019.

### Andamento in campionato
| Giornata  | 1  | 2  | 3  | 4  | 5  | 6  | 7  | 8  | 9 | 10 | 11 | 12 | 13 | 14 | 15 | 16 | 17 | 18 | 19 | 20 | 21 | 22 | 23 | 24 | 25 | 26 | 27 | 28 | 29 | 30 |
| --------- | -- | -- | -- | -- | -- | -- | -- | -- | - | -- | -- | -- | -- | -- | -- | -- | -- | -- | -- | -- | -- | -- | -- | -- | -- | -- | -- | -- | -- | -- |
| Luogo     | C  | T  | C  | T  | T  | C  | C  | T  | C | T  | C  | T  | C  | T  | C  | T  | C  | T  | C  | C  | T  | T  | C  | T  | C  | T  | C  | T  | C  | T  |
| Risultato | P  | P  | V  | P  | V  | P  | P  | V  | V | P  | P  | P  | P  | V  | V  | P  | V  | P  | P  | V  | P  | P  | V  | V  | V  | P  | P  | P  | P  | P  |
| Posizione | 16 | 15 | 14 | 13 | 10 | 12 | 15 | 11 | 9 | 9  | 12 | 15 | 15 | 15 | 10 | 11 | 8  | 12 | 11 | 11 | 11 | 12 | 12 | 11 | 10 | 11 | 11 | 12 | 12 | 12 |

Legenda:

Luogo: C = Casa; T = Trasferta. Risultato: V = Vittoria; N = Pareggio; P = Sconfitta.

### Statistiche di squadra
| Competizione | Punti | In casa | In casa | In casa | In casa | In casa | In trasferta | In trasferta | In trasferta | In trasferta | In trasferta | Totale | Totale | Totale | Totale | Totale | Totale |
| Competizione | Punti | G       | V       | P       | Ptf     | Pts     | G            | V            | P            | Ptf          | Pts          | G      | V      | P      | Ptf    | Pts    | Diff.  |
| ------------ | ----- | ------- | ------- | ------- | ------- | ------- | ------------ | ------------ | ------------ | ------------ | ------------ | ------ | ------ | ------ | ------ | ------ | ------ |
| Serie A2     | 22    | 15      | 7       | 8       | 1177    | 1124    | 15           | 4            | 11           | 1187         | 1236         | 30     | 11     | 19     | 2364   | 2360   | +4     |
| Totale       | -     | 15      | 7       | 8       | 1177    | 1124    | 15           | 4            | 11           | 1187         | 1236         | 30     | 11     | 19     | 2364   | 2360   | +4     |

### Statistiche dei giocatori

#### In campionato
| Nome               | G  | Pun | Min | Falli | Falli | Tiri da 2 | Tiri da 2 | Tiri da 2 | Tiri da 3 | Tiri da 3 | Tiri da 3 | Tiri Liberi | Tiri Liberi | Tiri Liberi | Rimbalzi | Rimbalzi | Rimbalzi | Stop | Stop | Palle | Palle | Ass | Val | OER   |
| Nome               | G  | Pun | Min | C     | S     | R         | T         | %         | R         | T         | %         | R           | T           | %           | O        | D        | T        | D    | S    | P     | R     | Ass | Val | OER   |
| ------------------ | -- | --- | --- | ----- | ----- | --------- | --------- | --------- | --------- | --------- | --------- | ----------- | ----------- | ----------- | -------- | -------- | -------- | ---- | ---- | ----- | ----- | --- | --- | ----- |
| Modou Diouf        | 19 | 31  | 145 | 21    | 8     | 15        | 27        | 56        | 0         | 6         | 0         | 1           | 8           | 13          | 18       | 25       | 43       | 5    | 1    | 2     | 2     | 1   | 41  | 13,57 |
| Fabio Montanari    | 3  | 2   | 8   | 0     | 1     | 1         | 2         | 50        | 0         | 0         | 0         | 0           | 0           | 0           | 0        | 0        | 0        | 0    | 0    | 0     | 0     | 0   | 2   | 1,00  |
| Stefano Bossi      | 9  | 28  | 94  | 4     | 7     | 3         | 14        | 21        | 6         | 21        | 29        | 4           | 5           | 80          | 0        | 11       | 11       | 0    | 2    | 5     | 4     | 17  | 29  | 8,30  |
| Andy Ogide         | 30 | 494 | 946 | 81    | 94    | 140       | 243       | 58        | 49        | 128       | 38        | 67          | 92          | 73          | 65       | 178      | 243      | 12   | 11   | 59    | 26    | 21  | 532 | 30,18 |
| Matteo Formenti    | 30 | 364 | 936 | 83    | 88    | 44        | 121       | 36        | 67        | 180       | 37        | 75          | 85          | 88          | 12       | 70       | 82       | 1    | 10   | 61    | 33    | 73  | 287 | 26,48 |
| Michele Antelli    | 30 | 87  | 328 | 31    | 22    | 31        | 60        | 52        | 6         | 34        | 18        | 7           | 15          | 47          | 6        | 23       | 29       | 0    | 5    | 23    | 13    | 24  | 51  | 19,09 |
| Matteo Graziani    | 12 | 7   | 41  | 7     | 3     | 2         | 6         | 33        | 0         | 4         | 0         | 3           | 4           | 75          | 2        | 7        | 9        | 1    | 1    | 2     | 3     | 1   | 5   | 1,33  |
| Matteo Piccoli     | 30 | 142 | 481 | 77    | 38    | 21        | 37        | 57        | 28        | 85        | 33        | 16          | 20          | 80          | 21       | 53       | 74       | 0    | 1    | 14    | 37    | 24  | 146 | 23,86 |
| Francesco Ihedioha | 30 | 220 | 802 | 87    | 50    | 66        | 109       | 61        | 20        | 56        | 36        | 28          | 46          | 61          | 45       | 90       | 135      | 11   | 11   | 34    | 29    | 24  | 240 | 27,79 |
| Lorenzo Turini     | 22 | 46  | 211 | 22    | 7     | 14        | 23        | 61        | 4         | 25        | 16        | 6           | 10          | 60          | 8        | 20       | 28       | 1    | 0    | 6     | 8     | 3   | 31  | 12,76 |
| Toure' Murry       | 30 | 491 | 929 | 66    | 96    | 115       | 243       | 47        | 68        | 192       | 35        | 57          | 77          | 74          | 24       | 96       | 120      | 10   | 17   | 85    | 61    | 91  | 429 | 25,91 |
| Gherardo Sabatini  | 30 | 366 | 872 | 73    | 117   | 79        | 168       | 47        | 46        | 161       | 29        | 70          | 103         | 68          | 29       | 119      | 148      | 1    | 13   | 57    | 42    | 136 | 430 | 24,67 |
| Nikolaj Vangelov   | 30 | 86  | 232 | 46    | 20    | 35        | 59        | 59        | 0         | 1         | 0         | 16          | 22          | 73          | 29       | 22       | 51       | 1    | 4    | 21    | 3     | 6   | 65  | 23,63 |